# Bálint Tömösvári
Bálint Tömösvári (Szolnok, 14 giugno 1998) è un calciatore ungherese, attaccante del Gyirmót.

## Caratteristiche tecniche
Punta centrale dalle buone doti offensive.

## Carriera

### Club
Dal 2007 fino al 2013 cresce calcisticamente con società calcistiche della sua città natale, nel 2013 passa all'Honvéd il quale lo inserisce nel proprio settore giovanile, debutta in prima squadra nella stagione 2016-17 sotto la gestione del tecnico italiano Marco Rossi che lo getta nella mischia nel derby di Budapest contro il Ferencváros del 22 ottobre 2016 facendolo entrare al 79' minuto al posto di Donát Zsótér, quattro giorni più tardi fa il suo esordio anche in Coppa d'Ungheria contro il Rákosmenti KSK entrando al 71' minuto al posto di Filip Holender riuscendo a segnare alla sua seconda presenza e in appena 19 minuti una doppietta che consegna la vittoria per un totale di 6-1 alla sua squadra. Il 27 maggio 2017 dopo aver vinto lo scontro al vertice per 1-0 contro il Videoton si laurea insieme al resto della squadra campione d'Ungheria. La successiva stagione si alterna tra prima e seconda squadra riuscendo a trovare più spazio tra i "big", per il campionato 2018-19 passa in prestito al Kaposvar militante nella seconda serie magiara. Con la squadra biancoverde gioca l'intera stagione da titolare segnando tre reti. Al termine dell'annata la squadra viene promossa a distanza di sei anni dalla scorsa volta, nella massima serie. Confermato il prestito da parte dell'Honvéd, viene scarsamente utilizzato giocando una sola partita nella massima serie, dove peraltro subentrando al 96' minuto al posto di Norbert Csiki, riesce dopo appena quattro minuti a segnare la rete del definitivo 4-1 sul Debrecen, mettendo così a segno la sua prima rete nella massima serie. Il 5 gennaio 2020 per fargli fare maggiore minutaggio passa in prestito al Gyor scendendo di categoria. Dopo quattro presenze e nessun gol, la stagione viene annullata il 20 marzo a causa del propagarsi del COVID-19 facendo prontamente ritorno alla squadra di appartenenza. La stagione seguente lo vede ancora in prestito, questa volta al Siófok, rimanendo sempre in seconda divisione, terminando l'annata con 28 presenze e due reti, tornando di nuovo a Kispest. La stagione seguente passa a titolo definitivo ancora in seconda divisione, nella fattispecie allo Szolnok suo club delle giovanili. Dopo una stagione in cui delude le aspettative, non rientrando nei piani tecnici del mister János Romanek viene spostato nella squadra riserve militanti in NBIII la terza serie del calcio magiaro, ben figurando con 36 presenze e 9 gol. Scaduto il contratto con lo Szolnok, in vista della stagione 2023-24 trova ingaggio al Veszprém sempre in terza serie. Dopo due ottime stagioni dove nella stagione 2024-25 riesce ad andare anche in doppia cifra con le marcature, dopo 54 presenze e 20 gol, si trasferisce al Gyirmót club appena retrocesso dalla seconda divisione.

### Nazionale
Nel 2013 fu convocato con l'Under-16 per un match amichevole, non entrando in campo. Dal 2014 al 2015 ha fatto parte della Nazionale ungherese Under-17 raccogliendo 5 presenze, nel 2016 si è alternato prima con l'Under-18 con la quale è sceso in campo in un'occasione e poi con l'Under-19 con cui ha giocato alcune partite di qualificazioni al prossimo europeo di categoria segnando una rete in 4 presenze sotto la guida del ct Michael Boris.

## Statistiche

### Presenze e reti nei club
Statistiche aggiornate all'8 agosto 2025.
| Stagione         | Squadra          | Campionato       | Campionato | Campionato | Coppe nazionali | Coppe nazionali | Coppe nazionali | Coppe continentali | Coppe continentali | Coppe continentali | Altre coppe | Altre coppe | Altre coppe | Totale | Totale |
| Stagione         | Squadra          | Comp             | Pres       | Reti       | Comp            | Pres            | Reti            | Comp               | Pres               | Reti               | Comp        | Pres        | Reti        | Pres   | Reti   |
| ---------------- | ---------------- | ---------------- | ---------- | ---------- | --------------- | --------------- | --------------- | ------------------ | ------------------ | ------------------ | ----------- | ----------- | ----------- | ------ | ------ |
| 2015-2016        | Honvéd II        | NBIII            | 5          | 1          | -               | -               | -               | -                  | -                  | -                  | -           | -           | -           | 5      | 1      |
| 2016-2017        | Honvéd II        | NBIII            | 22         | 6          | -               | -               | -               | -                  | -                  | -                  | -           | -           | -           | 22     | 6      |
| 2017-2018        | Honvéd II        | NBIII            | 15         | 2          | -               | -               | -               | -                  | -                  | -                  | -           | -           | -           | 15     | 2      |
| Totale Honvéd II | Totale Honvéd II | Totale Honvéd II | 42         | 9          |                 | -               | -               |                    | -                  | -                  |             | -           | -           | 42     | 9      |
| 2016-2017        | Honvéd           | NBI              | 3          | 0          | MK              | 2               | 2               | -                  | -                  | -                  | -           | -           | -           | 5      | 2      |
| 2017-2018        | Honvéd           | NBI              | 11         | 0          | MK              | 2               | 0               | UCL                | 1                  | 0                  | -           | -           | -           | 14     | 0      |
| Totale Honvéd    | Totale Honvéd    | Totale Honvéd    | 14         | 0          |                 | 4               | 2               |                    | 1                  | 0                  |             | -           | -           | 14     | 2      |
| 2018-2019        | Kaposvár         | NBII             | 28         | 3          | MK              | 2               | 0               | -                  | -                  | -                  | -           | -           | -           | 30     | 3      |
| 2019-gen. 2020   | Kaposvár         | NBI              | 1          | 1          | MK              | 1               | 0               | -                  | -                  | -                  | -           | -           | -           | 2      | 1      |
| Totale Kaposvár  | Totale Kaposvár  | Totale Kaposvár  | 29         | 4          |                 | 3               | 0               |                    | -                  | -                  |             | -           | -           | 32     | 4      |
| gen.-giu. 2020   | Gyori ETO        | NBII             | 4          | 0          | MK              | -               | -               | -                  | -                  | -                  | -           | -           | -           | 4      | 0      |
| 2020-2021        | Siófok           | NBII             | 28         | 2          | MK              | 3               | 1               | -                  | -                  | -                  | -           | -           | -           | 31     | 3      |
| 2021-2022        | Szolnok          | NBII             | 31         | 1          | MK              | 1               | 0               | -                  | -                  | -                  | -           | -           | -           | 32     | 1      |
| 2022-2023        | Szolnok II       | NBIII            | 36         | 9          | -               | -               | -               | -                  | -                  | -                  | -           | -           | -           | 36     | 9      |
| 2023-2024        | Veszprém         | NBIII            | 26         | 8          | MK              | 2               | 0               | -                  | -                  | -                  | -           | -           | -           | 28     | 8      |
| 2024-2025        | Veszprém         | NBIII            | 28         | 12         | MK              | 2               | 0               | -                  | -                  | -                  | -           | -           | -           | 30     | 12     |
| Totale Veszprém  | Totale Veszprém  | Totale Veszprém  | 54         | 20         |                 | 4               | 0               |                    | -                  | -                  |             | -           | -           | 58     | 20     |
| 2025-2026        | Gyirmót          | NBIII            | 1          | 2          | MK              | 1               | 0               | -                  | -                  | -                  | -           | -           | -           | 2      | 2      |
| Totale carriera  | Totale carriera  | Totale carriera  | 239        | 48         |                 | 16              | 3               |                    | 1                  | 0                  |             | -           | -           | 256    | 51     |

## Palmares

### Club

#### Competizioni nazionali
- Campionato ungherese: 1

Honvéd: 2016-2017